# Тужинкинское сельское поселение
Се́льское поселе́ние «Тужинкинское» (бур. Тужын hомон) — муниципальное образование в Еравнинском районе Бурятии Российской Федерации.
Административный центр — посёлок Тужинка.

## История
Статус и границы сельского поселения установлены Законом Республики Бурятия от 31 декабря 2004 года № 985-III «Об установлении границ, образовании и наделении статусом муниципальных образований в Республике Бурятия»

## Население
| 2002 | 2011 | 2012 | 2013 | 2014 | 2015 | 2016 |
| ---- | ---- | ---- | ---- | ---- | ---- | ---- |
| 574  | →574 | ↘566 | ↘559 | ↘554 | ↘543 | ↘522 |
| 2017 | 2018 | 2019 | 2020 | 2021 | 2023 | 2024 |
| ↘507 | ↘488 | ↘482 | ↘467 | ↘383 | ↘366 | ↘351 |

## Состав сельского поселения
| № | Населённый пункт | Тип населённого пункта          | Население |
| - | ---------------- | ------------------------------- | --------- |
| 1 | Тужинка          | посёлок, административный центр | ↘351      |